# Maria Pita

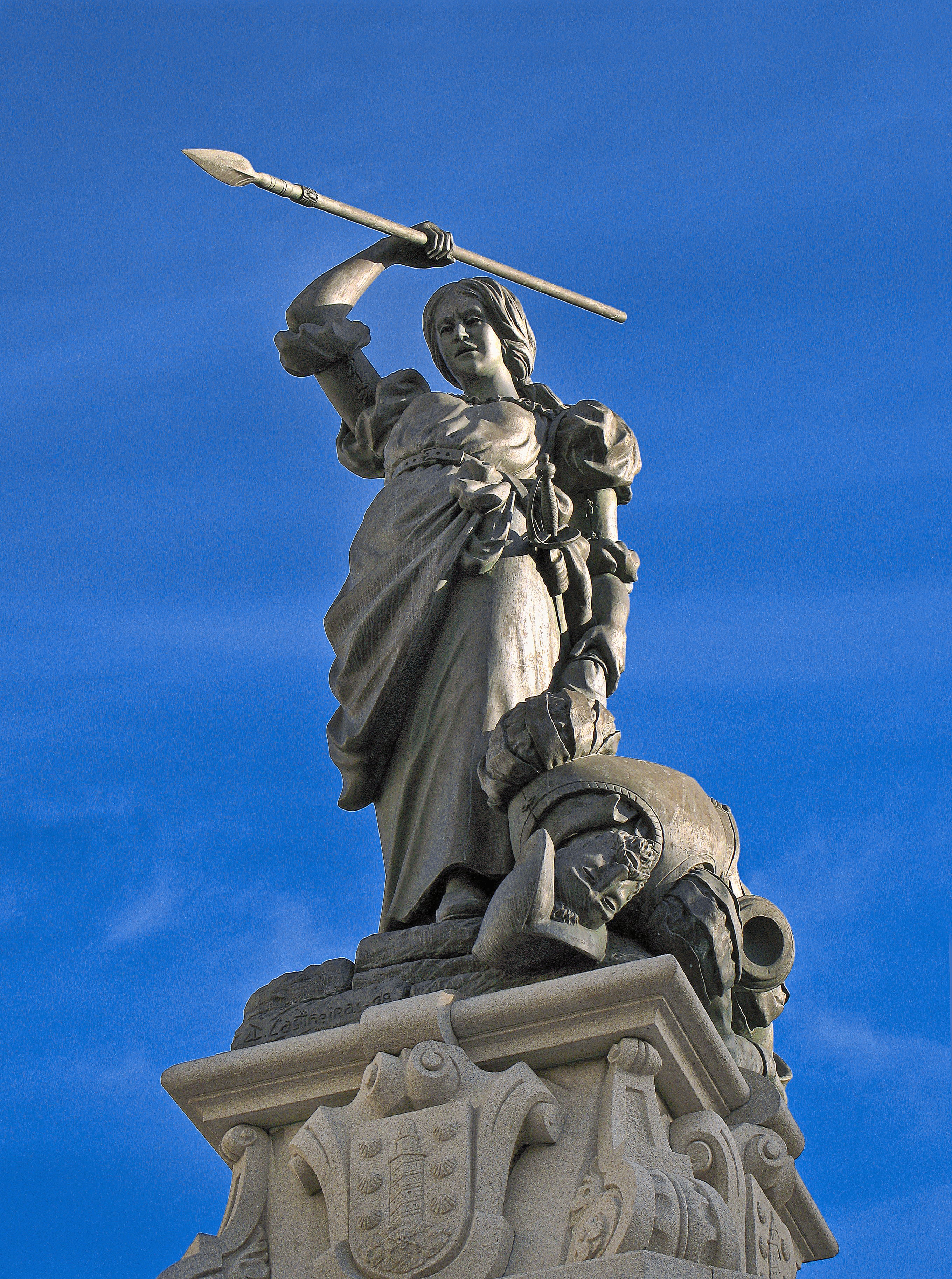
Maria Pita

Maria Pita, född 1565, död 21 februari 1643, var en spansk nationalhjältinna, känd som försvararen av Coruña mot den engelska armadan 1589.
Den 4 maj 1589 anfölls Coruña av den engelska flottan, som erövrade nedre staden och attackerade den övre befästa staden, där bland annat Pita och hennes make bemannade muren. Då maken föll dödade hon själv näste engelska soldat som dök upp vid muren, tog upp ett banér och anförde sedan ett motanfall med ropet: ¡Quen teña honra, que me siga! ("Den som har heder ska följa mig!"). Engelsmännen drog sig då tillbaka. Maria Pita belönades med en officerspension av Filip II av Spanien. 